# Clelia Gatti Aldrovandi
Clelia Gatti Aldrovandi (Mantova, 30 maggio 1901 – Roma, 12 marzo 1989) è stata un'arpista italiana.
Nata in una famiglia di musicisti, iniziò a suonare l'arpa all'età di nove anni. Studiò all'Istituto Musicale della Città di Torino. Fu prima arpista del Teatro Regio di Torino dal 1919 al 1921. Da allora cominciò un'intensa attività concertistica in tutto il mondo. Sposò il musicologo Guido Gatti ed ebbe come allieva Elena Zaniboni. Dal 1983 fino alla morte fu un'accademica di Santa Cecilia.
Nel 1928 sposa Eitel Monaco, da cui ha 2 figli: Corrado e Massimo.
Nel 1937 il compositore Nino Rota dedicò una sonata a Clelia Gatti Aldrovandi. Anche musicisti come Paul Hindemith, Alfredo Casella e Luigi Perrachio le dedicarono dei brani musicali.

## Omaggi
Il 12 settembre 2022, a Roma, le è stato dedicato un giardino situato di fronte la basilica di Santa Croce in Gerusalemme e nei pressi del museo degli strumenti musicali.